# Marcin Kokoszka
Marcin Kokoszka (ur. 23 lutego 1984 w Świebodzicach) – polski piłkarz, występujący na pozycji obrońcy. Wychowanek Victorii Świebodzice.